# Bojan Bogdanović

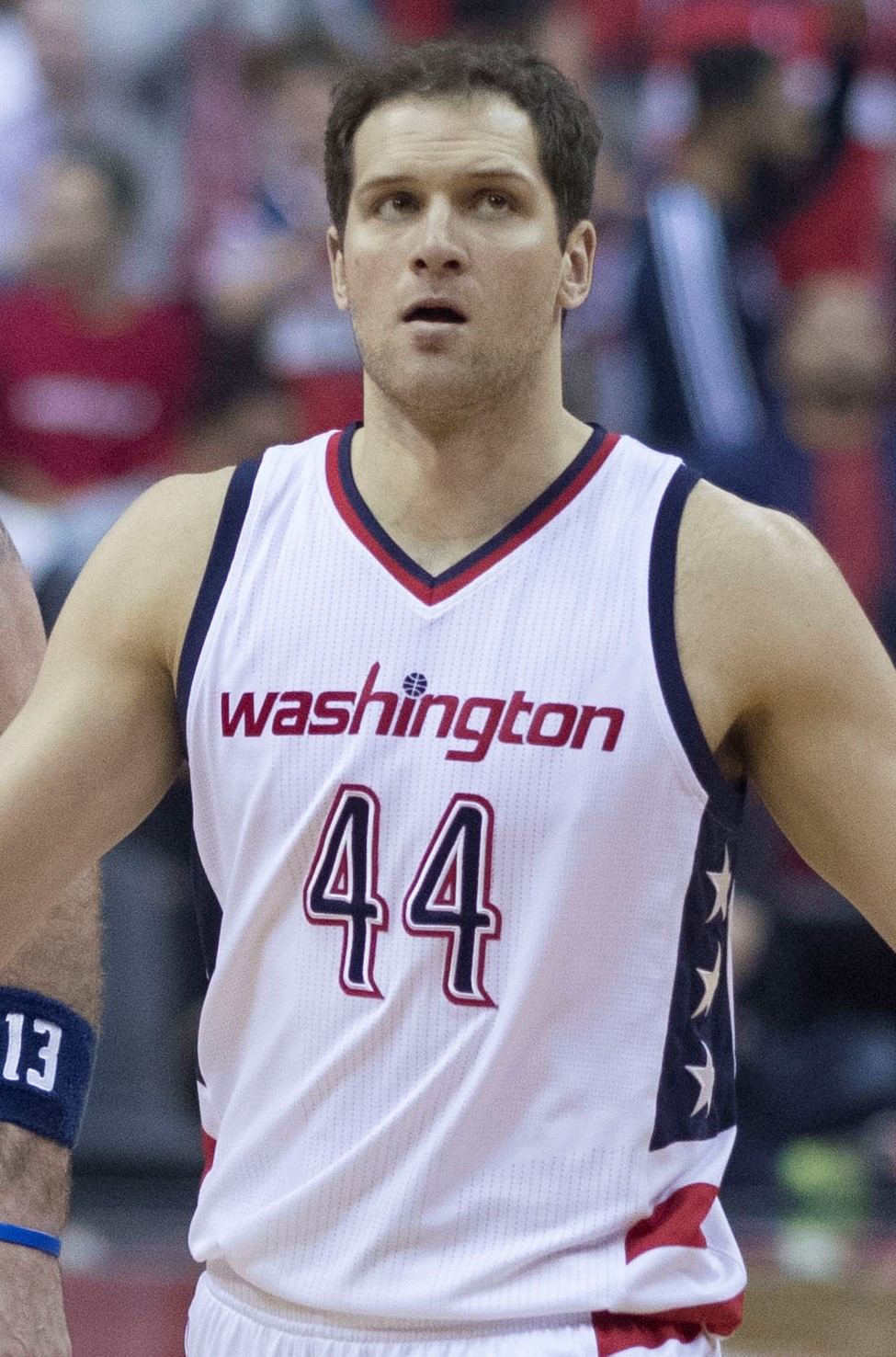
Bojan Bogdanović, 2017.

Bojan Bogdanović, född 18 april 1989 i Mostar i Socialistiska republiken Bosnien och Hercegovina i Socialistiska federativa republiken Jugoslavien (idag Bosnien och Hercegovina), är en kroatisk professionell basketspelare (SF) som spelar för Brooklyn Nets i National Basketball Association (NBA). Han har tidigare spelat för Washington Wizards, Indiana Pacers, Utah Jazz, Detroit Pistons och New York Knicks.
Bogdanović draftades av Miami Heat i andra rundan i 2011 års draft som 31:a spelare totalt.
Innan han började spela i NBA spelade Bogdanović bland annat för Real Madrid Baloncesto, KK Cibona och Fenerbahçe Ülker.
Han deltog också vid de olympiska sommarspelen 2016 i Rio de Janeiro i Brasilien.